# Río Gurupi
El río Gurupi es un largo río del norte de Brasil que desemboca directamente en el océano Atlántico. Su curso forma la frontera natural entre los estados de Pará y Maranhão y tiene una longitud total de 720 km.

## Geografía
El río Gurupi nace en la confluencia de los ríos Itinga y Cajuapara, muy cerca de la localidad de Felinto Müller. Forma ya desde su nacimiento la frontera entre Pará y Maranhão, y discurre en dirección noreste, bordeando la vertiente occidental de la sierra de Tiracambu. Baña las localidades de Mocotó, Guripizinho y Bacabal. En esta parte el río pasa cerca de las tierras indígenas de Awa Gurupi, Alto Turriaçu y Alto Río Guama. Sigue su curso aguas abajo, cruzando Aldeia Manel Antonio, Serrania, Itamataré, Colônia Osorio y finalmente Vizeu, donde desemboca formando una gran bahía que lleva su nombre.
Sus principales afluentes son los ríos Uraim y Coraci Paraná, ambos del estado de Pará. Su cuenca hidrográfica drena el 70% en Maranhão y el 30% en Pará. Su curso, que atraviesa unas regiones de rocas cristalinas, está entrecortadas por numerosas cascadas.
La cuenca del Gurupi pertenece al tipo de selva tropical.